# Joseph Mawle
Joseph Mawle est un acteur britannique né le 21 mars 1974 à Oxford (Angleterre).
Il est notamment connu du grand public pour jouer le rôle de Benjen Stark dans la série à succès Game of Thrones.

## Biographie
Joseph Mawle est né le 21 mars 1974 à Oxford, Angleterre. Sa mère était enseignante et son père, Richard Mawle est fermier. Il a deux frères et sœurs.
Il a étudié à la Bristol Old Vic. Il en sort diplômé en 2002.

## Carrière
En 2011, il apparait dans quelques épisodes de la première saison de la série américaine Game of Thrones où il joue Benjen Stark, un membre de la Garde de Nuit. Il reprend son rôle en 2016 dans la sixième saison de la série.

## Filmographie

### Cinéma
- 2008 : Lecture 21 d'Alessandro Baricco : Musicien
- 2009 : Heartless de Philip Ridley : Papa B
- 2010 : We Want Sex Equality de Nigel Cole : Gordon
- 2011 : La Maison des ombres (The Awakening) de Nick Murphy : Edward Judd
- 2012 : Sans issue (The Cold Light of Day) de Mabrouk El Mechri : Gorman
- 2012 : Abraham Lincoln, chasseur de vampires (Abraham Lincoln : Vampire Hunter) de Timour Bekmambetov : Thomas Lincoln
- 2012 : Shell de Scott Graham : Pete
- 2013 : Half of a Yellow Sun de Biyi Bandele : Richard
- 2013 : The Prototype d'Andrew Will : Dr Alex Maxwell
- 2015 : Le Sanctuaire (The Hallow) de Corin Hardy : Adam Hitchens
- 2015 : Kill Your Friends d'Owen Harris : Trellick
- 2015 : Au cœur de l'océan (In the Heart of the Sea) de Ron Howard : Benjamin Lawrence
- 2016 : Trial de David T. Lynch et Keith Lynch : Aaron originel
- 2019 : L'Ombre de Staline (Mr. Jones) d'Agnieszka Holland : George Orwell
- 2022 : The Way of the Wind de Terrence Malick : Saül

#### Courts métrages
- 2009 : After Tomorrow d'Emma Sullivan : James
- 2010 : Sometimes the Moon Is Velvet de Tom Beckwith Phillips : Jack
- 2010 : Deathless d'Aimee Powell : Max Serloom
- 2013 : The Beast de Corinna Faith : Le père
- 2014 : Twelve de George Watson : Stuart
- 2016 : Trial de David T. Lynch et Keith Lynch : Aaron
- 2018 : Spoon Fed de Nick Hatton Jones : Dan
- 2018 : The Sound d'Antony Petrou : Jed

### Télévision

#### Séries télévisées
- 2002 : Sir Gadabout, the Worst Knight in the Land : Sir Tificate
- 2004 : True Horror with Anthony Head : Un acteur
- 2006 : Affaires non classées (Silent Witness) : Adrian Burney
- 2006 : Inspecteurs associés (Dalziel and Pascoe) : Charlie Barron
- 2007 : Holby Blue : Simon Jenkins
- 2008 : The Passion : Jésus
- 2008 : Foyle's War : Fred Dawson
- 2009 : The Street : Keiran
- 2009 : Meurtres en sommeil (Waking the Dead) : Stefan Koscinski
- 2009 : Merlin : Alvarr
- 2010 : Five Daughters : Tom Stephens
- 2010 : Hercule Poirot (Agatha Christie's Poirot) : Antonio Foscarelli
- 2011 : Women in Love : Gerald Crich
- 2011 / 2016 - 2017 : Game of Thrones : Benjen Stark
- 2012 : Birdsong : Jack Firebrace
- 2013 : Tunnel : Stephen Beaumont
- 2013 / 2016 : Ripper Street : Détective Inspecteur Jedediah Shine
- 2015 : Sense8 : Nyx
- 2015 : Panthers : Michael
- 2018 : Troie : La Chute d'une cité (Troy : Fall of a city) : Ulysse
- 2019 : MotherFatherSon : Scott Ruskin
- 2022 : Le Seigneur des anneaux : Les Anneaux de pouvoir (The Lord of the Rings : The Rings of Power) : Adar

#### Téléfilms
- 2004 : Dunkirk d'Alex Holmes : Lieutenant Ian Cox RN
- 2006 : Soundproof d'Edmund Coulthard : Dean Whittingham
- 2006 : The Secret Life of Mrs Beeton de Jon Jones : Fred Greenwood
- 2007 : Persuasion d'Adrian Shergold : Capitaine Harry Harville
- 2007 : Clapham Junction d'Adrian Shergold : Tim
- 2009 : The Red Riding Trilogy : 1980 de James Marsh : Peter Sutcliffe
- 2009 : Freefall de Dominic Savage : Jim
- 2010 : Dive de Dominic Savage : Gary

## Distinctions

### Nominations
- Royal Television Society Awards 2007 : Meilleure découverte pour Soundproof (en)
- British Academy Television Awards 2012 : Meilleur acteur dans un second rôle pour Birdsong